# Múzeumi küldetésnyilatkozat
A múzeumi küldetésnyilatkozat fogalmát a muzeális intézményekről, a nyilvános könyvtári ellátásról és a közművelődésről szóló 1997. évi CXL. törvény vezette be és tette kötelezővé.

## Fogalma
„a múzeumok szakmai tevékenységét megalapozó írott dokumentum, amely az e törvényben meghatározott feladatok teljesítése érdekében a gyűjtemények, valamint a szakmai és tárgyi infrastruktúra alapján rögzíti a múzeum belső és külső adottságait, továbbá ennek alapján kijelöli helyi társadalmi szerepvállalásának stratégiai céljait.”

A törvény előírja, hogy a múzeumnak a fenntartó által jóváhagyott múzeumi küldetésnyilatkozattal és múzeumi digitalizálási stratégiával kell rendelkeznie, amely alapján szakmai tevékenységét folytatja.